# Vladimír Kočandrle mladší
Vladimír Kočandrle mladší (* 28. ledna 1961, Liberec) je český hudební skladatel, textař, producent a bývalý ředitel firmy EMI pro Česko a Slovensko.
Je synem basketbalistky Zdeňky Kočandrlové-Moutelíkové a chirurga Vladimíra Kočandrleho. Veřejně známým se stal zejména během svého působení v popové hudební skupině OK Band.
Společně s Josefem Přibem založili v roce 1990 gramofonovou společnost Monitor, ve které zastával funkci ředitele. Když v roce 1994 firma splynula s koncernem EMI, stál v čele nově vzniklé firmy EMI Czech Republic.